# Market Deeping
Market Deeping è un paese di 6 200 abitanti della contea del Lincolnshire, in Inghilterra.